# Bardejov
Bardejov (tysk Bartfeld, ungarsk Bártfa, polsk Bardiów) er en by og verdensarvssted i det nordøstlige Slovakiet. Byen har er areal på 72,45 km² og en befolkning på 33.374 indbyggere (2005).